# Notropis uranoscopus
Notropis uranoscopus är en fiskart som beskrevs av Suttkus, 1959. Notropis uranoscopus ingår i släktet Notropis och familjen karpfiskar. Inga underarter finns listade i Catalogue of Life.